# Nationalpark Odzala
Der Nationalpark Odzala (französisch Parc National de Odzala) liegt im Nordwesten der Republik Kongo nahe der Grenze zu Gabun auf 400 bis 600 m Höhe über dem Meeresspiegel. Er ist 1260 km² groß und wurde 1935 eingerichtet, womit er einer der ältesten Nationalparks in Afrika ist. 
Nur sehr wenige Straßen führen durch ihn. Seit 1977 ist das Gebiet als UNESCO-Biosphärenreservat ausgewiesen, seit 2023 als UNESCO-Weltnaturerbe.

## Klima
Es gibt zwei Regenzeiten, von denen die erste zwischen März und Mai und die die zweite zwischen September und Dezember liegt. Während der nassesten Monate Mai und November sind die Safaricamps im Nationalpark geschlossen. Bei einem Jahresniederschlag von 1400 bis 1600 mm beträgt die durchschnittliche Temperatur 30 °C. 

## Flora und Fauna

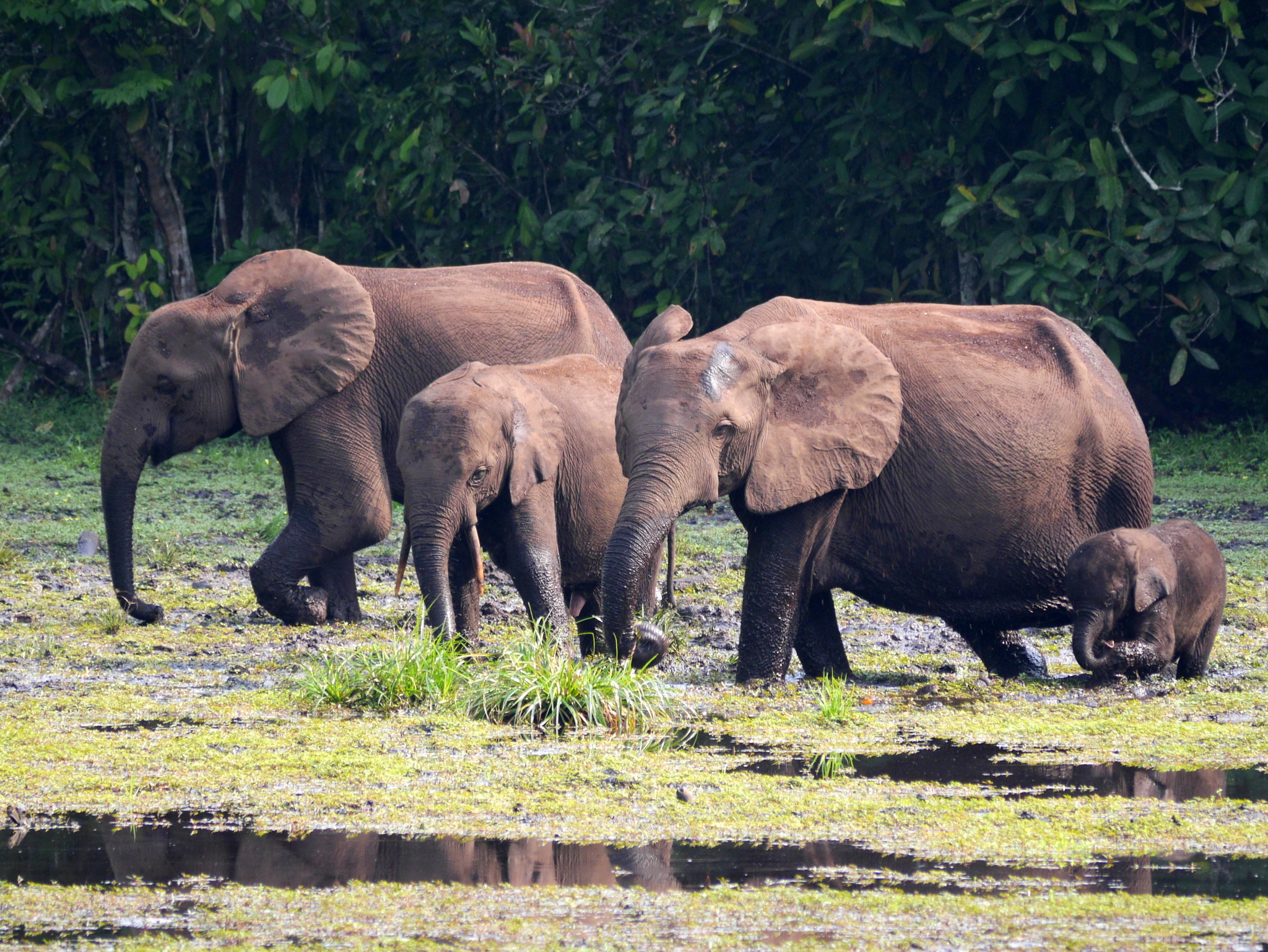
Gruppe mit vier Waldelefanten im Park

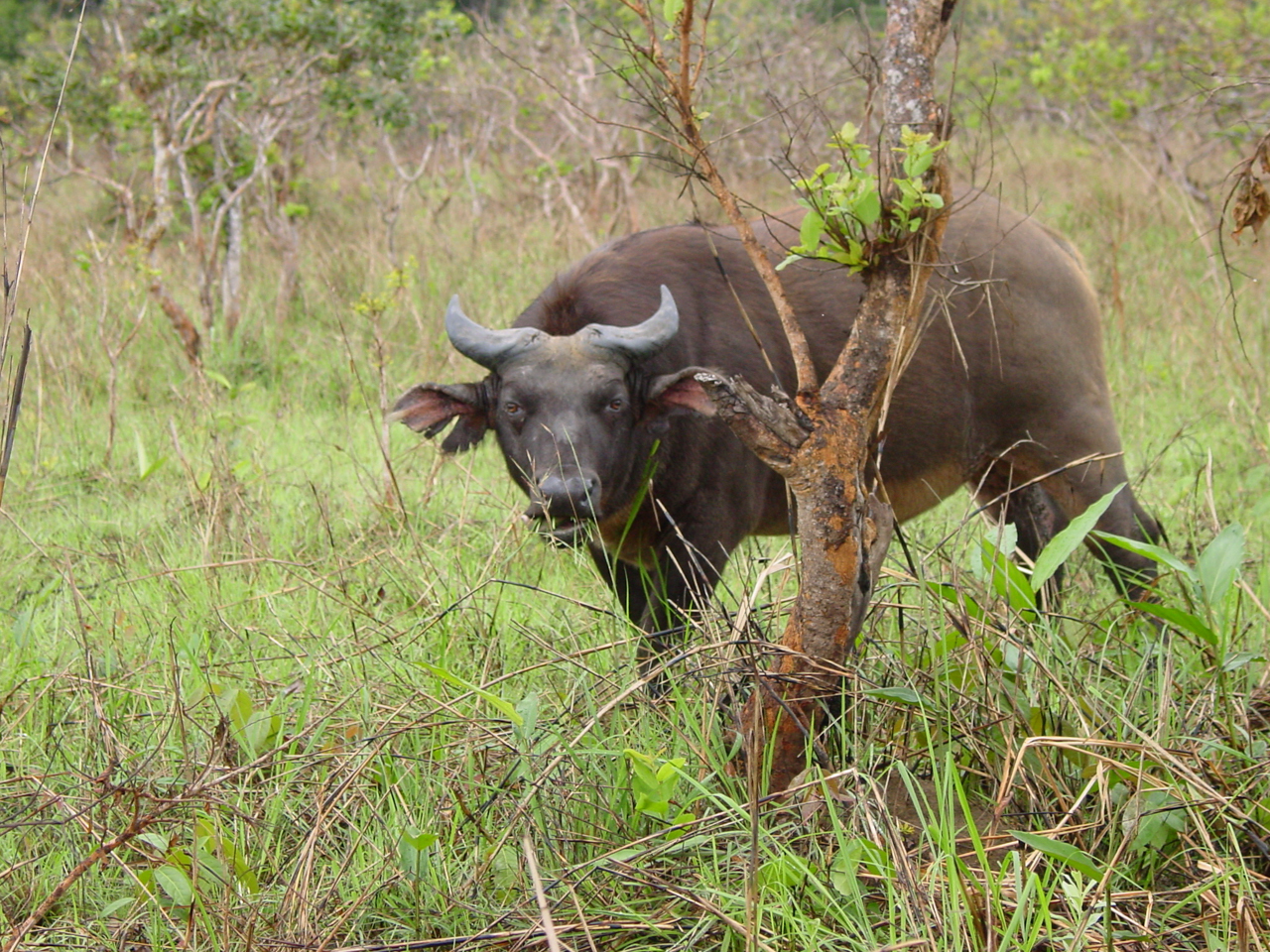
Kaffernbüffel Syncerus caffer nanus im Nationalpark

Die Vegetation besteht aus tropischem Regenwald mit vielen Lichtungen.
Im Odzala-Nationalpark leben Bongos, Sitatungas, Kronenducker, Tüpfelhyänen, Löwen, Leoparden, Büffel, Riesenwaldschweine, Pinselohrschweine und  Affen einschließlich Gorillas und Schimpansen. 1982 wurden noch 150 Elefanten gezählt.
Im Rahmen des europäischen Programmes ECOFAC (Conservation et utilisation rationelle des Ecosystèmes Forestiers en Afrique Centrale) wurde über 10 Monate eine Studie der Großsäugetiere, die die sumpfigen Lichtungen des Odzala-Nationalparks häufig aufsuchen, durchgeführt. Besonderer Augenmerk lag auf den Gorillas, die die Maya-Nord-Lichtung besuchen, welche 10 km nördlich der Parkgrenzen liegt. Die gute Sichtbarkeit ermöglichte eine genaue Bestimmung der Gruppenzusammensetzung und Bestandsstruktur. In Maya-Nord waren an 88 % der 132 Beobachtungstage, insgesamt 398 Stunden, Gorillas anwesend. Es wurden 224 einzelne und 217 Gruppenbesuche gezählt, insgesamt 2637 Gorillabesuche. 442 Gorillas wurden identifiziert, darunter 37 Gruppen und 21 Einzeltiere. Die Gorilladichte wurde auf 10 Individuen pro km² geschätzt. Die Gruppen enthielten nur ein Silberrücken-Männchen und hatten eine Größe von 2 bis 29 Tieren, durchschnittlich 11,7. Damit waren sie größer als die bisher beschriebenen Gruppen des westlichen Gorillas. Mit durchschnittlich 0,63 Säuglingen pro Weibchen ist die Geburtsrate hoch. Nicht ausgewachsene Tiere stellen 56 % des Bestandes. Sumpfige Lichtungen sind für die Gorillas besonders interessant, die 66 % ihrer Zeit dem Fressen von vier krautigen Pflanzenarten widmen. Musteranalysen haben gezeigt, dass Pflanzen auf Lichtungen reicher an Mineralsalzen sind als im Wald wachsende. 55 % der Besuche führten zu Aufeinandertreffen unter den Gruppen. Allgemein ignorieren sich Gruppen und/oder Einzeltiere und nur bei 29 % solcher Begegnungen kam es zu kämpferischen Auseinandersetzungen. Friedliche Annäherungen bei 23 % der Zusammentreffen verschiedener Gruppen und Vermischen der Gruppen bei 6 % wurden beobachtet. Die Fülle an Ressourcen scheint ein friedliches Zusammenleben zuzulassen. Aufgrund des Überflusses an Pfeilwurzgewächsen im Wald und mineralreichen Stellen auf sumpfigen Lichtungen kann die Maya-Nord-Region einem großen Bestand an Gorillas beherbergen. Minerale könnten eine wichtige Rolle bei der hohen Geburtsrate und den guten Überlebenschancen des Nachwuchses spielen. Unter den gegenwärtigen Bedingungen – kein Holzfällen, kaum Menschen und fast keine Wilderei – scheint das Überleben der Population auf lange Zeit gesichert. Doch die Belastung durch Menschen im Umfeld des Parks steigt. Dies hebt den Wert des ECOFAC-Bewahrungsprogrammes, das sich auf den Westlichen Flachlandgorilla und andere Schlüsselspezies wie Waldelefanten, die ebenfalls die Maya-Nord-Region bewohnen, konzentriert. Es fördert die Unterstützung für die Parkvergrößerung, um das Gebiet miteinzuschließen, das zahlreiche „Salz-Lichtungen“ enthält und noch vom Holzfällen verschont ist. Diese Vergrößerung würde ein ausreichendes Gebiet bereitstellen, um das Überleben der Bestände an großen Säugetieren wie Elefanten zu sichern. Außerdem würde sie eine Verbindung mit anderen geschützten Gebieten ermöglichen. Die ECOFAC-Leitung versucht, die Behörden davon zu überzeugen, dass die Entwicklung des Parks Einnahmen für die lokale Bevölkerung bringen würde. Die finanzielle Autonomie des Parks ist eines der Hauptziele des ECOFAC-Programmes und die Entwicklung des Ökotourismus, gefördert durch die außergewöhnlichen Erhaltungsbedingungen, wird als vielversprechender Weg dies zu erreichen angesehen. Doch die  politischen Gegebenheiten machten die Verstärkung der geschützten Gebiete schwierig und das Parkvergrößerungsprojekt wurde verschoben.